# تشي رونكيو
تشي رونكيو (بالصينية: 車潤秋) (25 أكتوبر 1990 بغوانزو في الصين - ) هو لاعب كرة قدم صيني في مركز الدفاع. شارك مع منتخب هونغ كونغ تحت 20 سنة لكرة القدم ومنتخب هونغ كونغ تحت 23 سنة لكرة القدم. أما مع النوادي، فقد لعب مع نادي جنوب الصين ونادي تاي بو وSouthern District FC ‏.

## وصلات خارجية
- تشي رونكيو على موقع قاعدة بيانات كرة القدم.إي يو (الإنجليزية)
- تشي رونكيو على موقع Soccerway.com (الإنجليزية)